# Joseph Hancock (Steward)
Joseph Hancock (* 4. August 1878 in Bolton, Lancashire; † 24. November 1916 in Frankreich) war ein britischer Schiffssteward und Expeditionsteilnehmer in die Antarktis. Er war an zwei Expeditionen des Goldenen Zeitalters der Antarktisforschung beteiligt.

## Leben
Hancocks Eltern stammten aus Stoke-on-Trent. Seine ersten antarktischen Erfahrungen machte er als Steward an Bord der Morning zur Unterstützung der Discovery-Expedition (1901–1904) unter der Leitung von Robert Falcon Scott. Diese umfassen die Versorgungsfahrt im Jahr 1903 zum Basislager am Hut Point auf der Ross-Insel sowie 1904 die Rettungsfahrt zur Befreiung der im Meereis eingefrorenen Discovery. Hancock hatte zuvor auch der Crew der Discovery angehört und mit ihr die Fahrt von England nach Neuseeland bestritten, wurde jedoch nach der Ankunft in Lyttelton am 28. November 1901 aus nicht näher genannten Gründen ausgemustert. Am 28. Dezember 1907 heuerte er in Lyttelton als Chefsteward auf der Nimrod für die Teilnahme an der Nimrod-Expedition (1907–1909) unter Ernest Shackleton an. Hancock nahm an der ersten Fahrt zum Kap Royds auf der Ross-Insel und zurück nach Lyttelton teil. Er musterte im September 1908 ab.
Nach dem letzten seiner drei Antarktisaufenthalte ließ sich Hancock im neuseeländischen Christchurch nieder und arbeitete fortan als Koch. Im Ersten Weltkrieg wurde er zur New Zealand Expeditionary Force eingezogen und Ende Juni 1916 von Wellington in einem Truppentransport mit dem Zielort Devonport nach England verschifft. Er kam an der Westfront zum Einsatz, wurde verwundet und starb im November 1916 an seinen Verletzungen. Sein Grab befindet sich auf dem Trois Arbres Cemetery im französischen Steenwerck nahe der belgischen Grenze. Posthum wurden ihm die British War Medal und die Victory Medal verliehen. Am ANZAC Day 2015 enthüllten Veteranen der Australian National Antarctic Research Expeditions im Hauptquartier der Australian Antarctic Division eine Gedenktafel für Hancock und elf weitere im Ersten Weltkrieg getötete Pioniere des Goldenen Zeitalters der Antarktisforschung.